# Judie Tzuke
Judie Tzuke, geboren Judie Myers, (Londen 3 april 1956) is een Britse zangeres en componiste. Zij is in Nederland eigenlijk alleen bekend vanwege haar hit Stay with Me Till Dawn uit 1979. Ondanks dat ze lijdt aan hevige plankenkoorts treedt ze regelmatig op, voornamelijk in Engeland.

## Familie
Tzuke stamt af van een Poolse familie die in de jaren 20 naar Engeland kwam en dan de naam Myers aannam. Haar vader Sefton Myers was onder meer manager van Andrew Lloyd Webber en Tim Rice, toen die bezig waren met het schrijven van Jesus Christ Superstar. Jean Silverside, haar moeder, was een tv- actrice die speelde in The Fall and Rise of Reginald Perrin en The Goodies. Tzuke heeft inmiddels twee dochters samen met Paul Muggleton; Bailey Tzuke en Tallula, waarvan de eerste een eigen loopbaan binnen de muziek is gestart.

## Zingen
Toen Judie haar zangcarrière begon, greep ze terug naar de oude familienaam Tzuke. Ze begon op 15-jarige leeftijd als zangeres binnen het folkcircuit, maar bleef onbekend totdat ze in 1975 Mike Paxman ontmoette. Ze kregen een platencontract en vervolgens voegde Paul Muggleton zich bij hen. Het trio bracht onder de naam Tzuke and Paxo singles uit met als eerste These are the Laws.

## Succes
Het succes kwam met de overgang naar het label Rocket Records van Elton John. In 1978 volgde de eerste single (For you), die kwam nog uit onder de naam Tzuke and Paxo. De volgende single Stay with me till dawn verscheen onder haar eigen naam. Paxman speelde nog wel in haar band. Het album waar die single op voorkomt bevat ook eerdere singles en nieuwe composities. Stay with me till dawn werd in 2002 in een enquête gekozen als een van de beste singles uit de periode 1952-2000, het kwam op plaats 39 van de 50. In 2006 werd het gesampled door Mylo in zijn track Need you tonite van het album Destroy Rock & roll.
Tzuke en haar band waren in 1980 het voorprogramma van Elton John op zijn Amerikaanse tournee. De distributie van zijn platenlabel wijzigde en dat was waarschijnlijk een van de oorzaken dat haar tweede album minder succesvol was dan haar eerste. (2) en (3) verschijnen nog bij Rocket, daarna stapt ze over naar Chrysalis Records.

## Chrysalistijd
Bij Chrysalis ging het beter, met name op de Britse markt. In Nederland volgde geen succes meer. Haar eerste album bij dat label ontving goede kritieken en verkocht mede dankzij drie singles goed. Ze toerde 57 dagen door Engeland en besloot deze met een optreden als hoofdgast op het Glastonbury Festival. Er werden opnamen gemaakt die uitkwamen op Road Noise. Om een graantje mee te pikken van haar succes kwam Rocket Records nog met een verzamelalbum (The Best); een oude opname van Black Furs werd nog uitgebracht. Dat nummer staat in een andere uitvoering op het Chrysalisalbum. In 1983 volgde dan haar definitieve overstap, Ritmo. Als singles volgden Jeanie No en How do I feel?; ondanks diverse uitvoeringen en voldoende airplay kwamen de singles niet in de lijsten. Buiten het Verenigd Koninkrijk werden ze al niet meer uitgegeven. Ook de belangstelling voor haar optredens liep terug.

## Eigen label
Na een succesvolle start liet Chrysalis Tzuke voor wat ze was. Ze ging haar eigen label beginnen. Eerste resultaat was de single You in oktober 1984 (lied van Marvin Gaye), gevolgd door I’ll be the one in 1985. Het daaropvolgend album The cat is out was ineens weer een succes en kwam tot nummer 35 in de Britse albumlijsten. Er volgden meer singles met de titels Love like fire (juni 1985) en This side of heaven (september 1985). De promotietournee voor het album bleek een succes; een optreden in Fairfield Halls werd opgenomen voor tv-uitzending en kwam later op dvd uit.

## Rustig
Als in 1987 Bailey geboren wordt doet Tzuke het een tijdje rustig aan, om in 1989 terug te komen. Ze zat inmiddels onder contract bij Polydor, maar kreeg al snel ruzie. De tournee moest afgebroken worden; fans waren laaiend als ze voor dichte deuren kwamen te staan. Bij een tv-optreden verontschuldigde ze zich.

Ze maakte de overstap naar CBS, dat de single God Only knows (cover van Beach Boys) uitbracht; het verwachte succes bleef echter uit. Ook volgende albums bleven matig verkopen.

In 1992 bleek Tzuke alweer overgestapt te zijn, nu naar het Essential Label, ook weer met singles en geen succes, alhoewel Brian May en Nigel Kennedy op sommige tracks meespeelden. Het bleef kwakkelen met haar carrière.

## Big Moon Records
In 1996 kwamen Tzuke en Muggleton met hun eigen label Big Moon Records en ook direct met een nieuw album Under the Angels. Tzuke moest het voortaan hebben van postorder- en internet-verkopen, hetgeen haar redelijk afging, gezien de albums die met regelmaat verschijnen. In 2000 kwamen de rechten van haar eerste albums terug bij Tzuke, zodat ze ook deze successen zelf kon verkopen; ze verschenen later ook via Big Moon Records. Dat niet iedereen haar vergeten was bleek toen ze in het begin van de 21e eeuw samenwerkingsverbanden aanging met andere artiesten. Big Moon Records bracht vanaf dan niet alleen haar eigen muziek uit, maar ook die van anderen. Ze trad onder meer op met Lucie Silvas, Alex Parks, Morcheeba en Freemasons. Niet alleen zingt ze met anderen, ze schreef ook mee aan de composities.

## Songs 1 en 2
In 2007 verscheen Songs 1; een haast akoestisch album, waar de diverse samenwerkingen uitgekristalliseerd zijn. Na een jaar volgde Songs 2. Ze blijft zingen en spelen en composities van haar verschijnen op diverse albums.

## Discografie
- 1979 - Welcome to the cruise
- 1980 - Sportscar
- 1981 - I Am the Phoenix
- 1982 - Shoot the Moon
- 1982 - Road Noise (live)
- 1983 - Ritmo
- 1984 - The Cat is Out
- 1989 - Turning Stones
- 1991 - Left Hand Talking
- 1992 - Wonderland
- 1996 - Under the Angels (Big Moon Records)
- 1997 - Over the Moon (live)
- 1998 - Secret Agent
- 2000 - Six days before the Flood
- 2001 - Queen Secret Keeper
- 2002 - Drive Live
- 2003 - The Beauty of Hindsight
- 2004 - The End of the Beginning
- 2007 - Songs 1
- 2008 - Songs 2

### NPO Radio 2 Top 2000
| Nummer met noteringen in de NPO Radio 2 Top 2000 | '99  | '00 | '01  | '02  |
| ------------------------------------------------ | ---- | --- | ---- | ---- |
| Stay With Me Till Dawn                           | 1418 | -   | 1789 | 1850 |

1. ↑  Een '-' betekent dat het nummer niet was genoteerd en een vetgedrukt getal geeft de hoogste notering aan.
2. ↑  Deze tabel is bijgewerkt tot en met de laatste editie (2024).